# Gerd Arntz

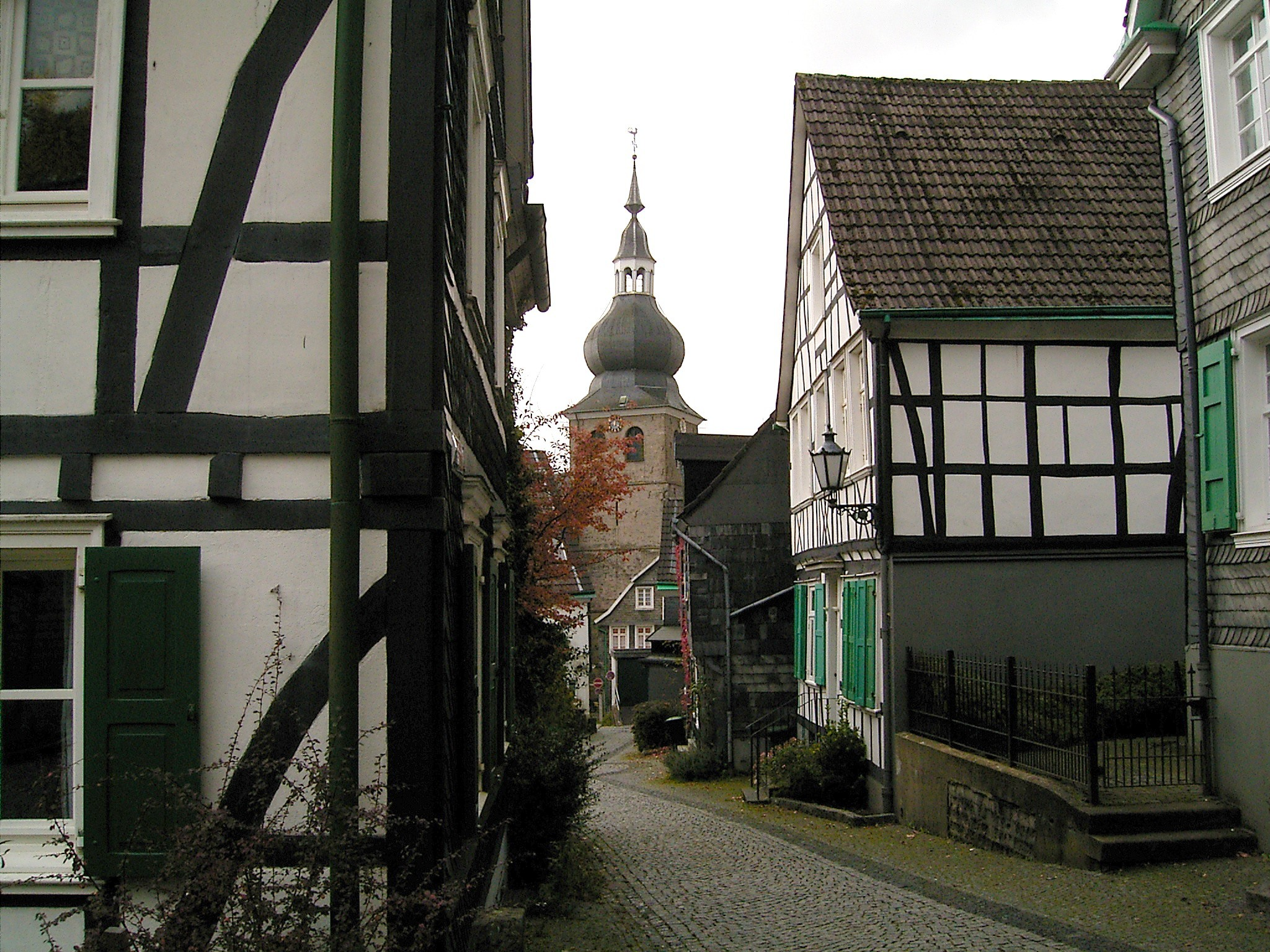
Imatge de Remscheidm, ciutat natal de Gerd Arntz.

Gerd Arntz (Remscheid, Alemanya 1900 - La Haia, Països Baixos 1988) fou un grafista alemany. Compromès políticament i social amb les idees més progressistes de l'època, es va fer membre del Gruppe progressiver Künstler Köln de Colònia i va dedicar el seu treball a la crítica de la vida dels treballadors i la lluita de classes.
El 1929 va col·laborar amb Otto Neurath en el disseny de pictogrames per al "Mètode Vienès de les Estadístiques Pictogràfiques" (der Wiener Methode Bildstatistik, ISOTYP).
El 1930 va publicar l'atles "Gesellschaft und Wirtschaft - Bildstatistisches Elementarwek", un conjunt de cent cartes visuals de disseny auster d'Arntz, que proporcionen una visió general de les dades empíriques essencials del món en aquell moment.
Durant una carrera artística de 50 anys, Artnz va criticar contínuament la desigualtat social, l'explotació i la guerra, va fer activisme amb els mitjans artístics. Fins als 70 anys va continuar tallant la seva crítica social i política en linòleum. La representació crítica de la cohesió social va ser el fonament de l'obra d'Arntz, elaborada amb símbols universalment comprensibles, va fer diverses exposicions per Alemanya, Àustria i Rússia.
L'obra de Gerd Arntz és actualment gestionada pel Museu Municipal de la Haia. Per tal de donar a conèixer públicament el treball d'Arntz l'estudi de disseny Ontwerpwerk va crear, d'acord amb el Museu i la seva família, el The Gerd Arntz Web Archive que mostra una part significativa del seu treball.

## Biografia
Gerd Arntz va néixer l'11 de desembre del 1900 a Remscheid. El seu pare era un fabricant de ferro protestant. El 1919 va treballar en la fàbrica del seu pare, abans de començar l'aprenentatge en l'escola d'art de Düsseldorf, també va ser l'any que va exposar les seves primeres obres en una botiga de barrets a Remscheid.
Compromés amb l'esquerra, amb idees comunistes i fort opositor a la guerra i el feixisme, va formar part del grup d'artistes Progressistes de Colònia amb el desig de canviar l'estructura de la societat. Al costat de Heinrich Hoerle (1895-1936) i Franz Wilhelm Seiwert (1894-1933), va publicar la seva obra en revistes d'esquerra, basada en gravats de fusta representant la vida dels treballadors i la lluita de classes, el 1920 va conèixer la marxant d'art Johanna Ey.
L'experiència del treball a la fàbrica, les vagues i la divisió de classes entre patrons i obrers li van fer prendre partit pels proletaris, fet que plasmà en el seu art. En les seves xilografies va desenvolupar un llenguatge gràfic depurat, on manifestava els conflictes de classe. En la vintena va realitzar les primeres obres que li van proporcionar celebritat.
Es va traslladar a la Haia el 1922, on va treballar a la llibreria Severin, al cap d'un any es va casar amb la seva promesa Agnes Thubeauville, al cap d'un any van tenir el seu fill, aquell mateix any tornà a Düsseldorf.
Quan Otto Dix es va traslladar a Berlin el 1925 va adquirir el seu estudi de Düsseldorf. El 1929 Otto Neurath va sol·licitar la seva col·laboració en el disseny de pictogrames per al Mètode Vienès de les Estadístiques Pictogràfiques (der Wiener Methode Bildstatistik, més tard rebatejada ISOTYP), fins al 1932. Aquest treball estable li va proporcionar els mitjans per continuar la seva pròpia obra artística, amb absoluta independència del mercat de l'art o les afiliacions polítiques.
Entre 1931 i 1934 va viatjar periòdicament a la Unió Soviètica (juntament amb Neurath i Reidemeister) per tal d'ajudar a establir l'institut de les estadístiques de la construcció pictòrica i l'economia soviètica, comunament abreujat com IZOSTAT (ИЗОСТАТ).
L'any 1934, amb la caiguda del govern socialdemòcrata de Viena, va emigrar a la Haia conjuntament amb Neurat i Marie Reiddemeister (1898 - 1986), on van crear la Fundació Internacional per l'Educació Visual. Aquell any va publicar una sèrie de gravats d'alerta contra el perill del nazisme. La seva descripció concisa i mordaç del Tercer Reich, publicada en una revista holandesa comunista el 1936, va ser retirada d'una exposició a Amsterdam després de les queixes de l'ambaixada alemanya.
L'any 1940 Neurat i Reidemeister van emigrar a Anglaterra, Arntz es va quedar a Holanda i el 1943 va ser cridat a files per l'exèrcit alemany, posteriorment va ser fet presoner militar l'any 1944. Un cop acabada la guerra va seguir treballant per la Fundació Holandesa d'Estadístiques. Des del 1951 fins a 1962 treballà com estadístic per a la imatge de la UNESCO.
L'any 1973 morí la seva dona, i el 1988 poc abans del seu 88é aniversari, Gerd Arntz en el seu apartament de la Haia.

## ISOTYPE

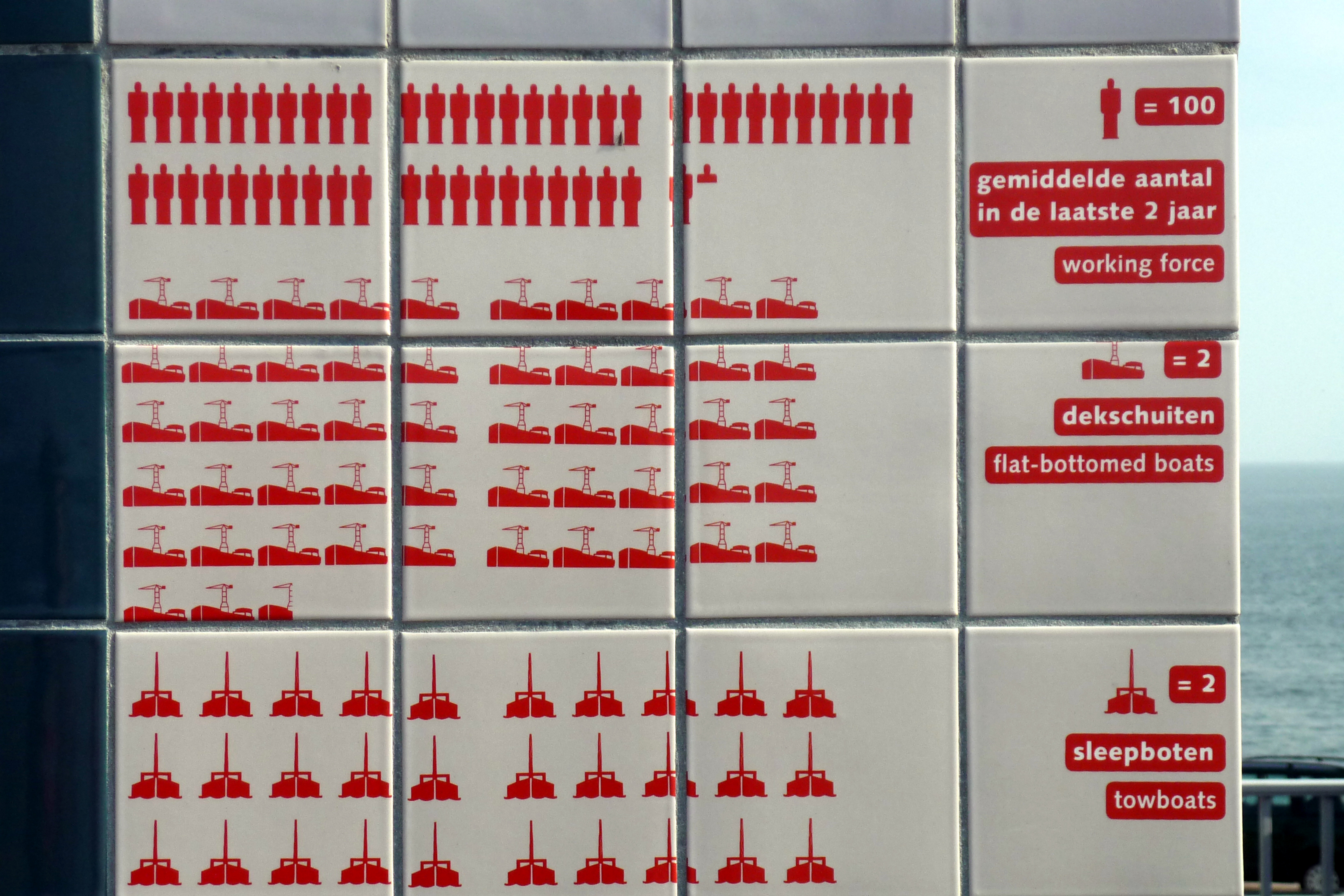
Česky: Statistika Isotype. Autor fotografía:Gastev

Sigles de "International System of Typographic Picture Education".
Entre 1929 i 1934, Arntz va viure a Àustria. L'any 1928 Otto Neurath (1882-1945) va conèixer l'obra d'Arntz publicada en revistes d'esquerres i el va convidar a formar part de l'equip del Museu de la Societat i l'Economia de Viena per desenvolupar el Mètode Vienès de les Estadistiques Pictogràfiques, més tard anomenat sistema ISOTYPE. Va treballar com a cap del departament d'arts gràfiques sota les ordres de Neurath i va crear icones individuals que amb una simple representació gràfica que aconseguien un millor enteniment comunicatiu. Va dissenyar al voltant de 4000 pictogrames que representaven la indústria, la demografia, la política i l'economia.
Otto Neurath va veure que el proletariat havia estat pràcticament analfabet. Per poder estimular les idees socialistes era necessari el coneixement del món que els envoltava. Amb l'objectiu de superar les barreres del llenguatge i la cultura mitjançant imatges senzilles i una estructura clara que fos universalment entesa.
"L'educació visual" sempre va ser el principal motiu d'ISOTYPE. Mai va ser la intenció de substituir el llenguatge verbal, sinó que era una llengua "per ajudar" sempre acompanyada d'elements verbals. Otto Neurath es va adonar que mai podria ser comparable amb un idioma, així que el va anomenar com una "tècnica del llenguatge".
Els pictogrames dissenyats per Artz es van utilitzar de manera sistemàtica, en combinació amb mapes i diagrames. Neurath i Arntz van fer extenses col·leccions d'estadístiques visuals, i el seu sistema es va convertir en un exemple imitat a tot el món, avui en dia conegut com a infografia.

### Normalització
La normalització es va aconseguir mitjançant el desenvolupament d'un estàndard per representar la informació visualment utilitzant els canvis d'estil de la il·lustració amb un llenguatge visual coherent i amb normes estrictes.
Els símbols genèrics ("home", per exemple) poden, per mitjà de petites variacions o complements (per exemple, una gorra o signes normalitzats de diferents indústries), adquireixen un contingut específic ("treballador de la indústria de l'acer").

### Imatges
Els símbols ISOTYPE no estaven destinats a substituir les paraules, sinó per resumir i donar suport al contingut verbal de les estadístiques. A causa d'aquest resum visual cal menys text, les imatges donen les relacions, de manera que el text es pot limitar a les paraules clau.
També és important la forma en què els símbols estan representats en la pàgina.
Les regles de simplicitat: disposició horitzontal que representa els canvis en les quantitats, mentre que mostrar una disposició vertical il·lustra el pas del temps o la comparació entre les difentes dades.
Una il·lustració d'acompanyament de vegades apareix en el fons per animar la composició i afegir una connotació geogràfica o contingut relacionat.

### Ciència
D'acord amb les normes ISOTYPE, les quantitats no estan representades per símbols més grans o més petits, cada símbol es representa per una quantitat específica. D'aquesta manera, les relacions es poden llegir amb més facilitat i exactitud.

### Simplificació
L'objectiu de les imatges era salvar les diferències del llenguatge, fàcils d'entendre i agradables d'observar. La llegibilitat es determina per la simplicitat dels seus símbols. Aquests han de ser recognoscibles a l'instant, sense més detalls que distreguin. El que compta és la idea general.

## Estadística
L'atles "Gesellschaft und Wirtschaft - Bildstatistisches Elementarwek" és un conjunt de fulls impresos i editats a Leipzig el 1930, publicat pel museu del mateix nom. En conjunt, les 100 cartes visuals de disseny auster d'Arntz, proporcionen una visió general de les dades essencials empíriques del món en aquell moment.
Les 100 cartes transmeten una imatge de les poblacions de països i continents, de les potències mundials i les seves relacions polítiques i militars, del comerç i la indústria, el creixement de les ciutats i la seva estructura social i les condicions dels treballadors.